# Gas Company Tower
Gas Company Tower je mrakodrap v centru kalifornského města Los Angeles. Má 52 pater a výšku 228,3 metru, je tak 5. nejvyšší mrakodrap ve městě. Výstavba probíhala v letech 1988 až 1991 a za designem budovy stojí firma Skidmore, Owings and Merrill. Budova disponuje 122 015 m2 převážně kancelářských ploch, které obsluhuje 28 výtahů. Hlavním nájemníkem je firma Southern California Gas Company, která zde má i své ústředí. Kromě této firmy jsou zde i firmy Sidley Austin a Morrison & Foerster a několik dalších společností, které zabírají menší prostory.